# Puszkaryszki
Puszkaryszki (biał. Пушкарышкі; ros. Пушкаришки) – chutor na Białorusi, w obwodzie witebskim, w rejonie brasławskim, w sielsowiecie Mieżany.

## Historia
W latach 1921–1939 wieś leżała w Polsce, w województwie nowogródzkim (od 1926 w województwie wileńskim), w powiecie brasławskim, w gminie Brasław.
Według Powszechnego Spisu Ludności z 1921 roku zamieszkiwało wieś 82 osoby, 81 było wyznania rzymskokatolickiego, a 1 prawosławnego. Jednocześnie 25 mieszkańców zadeklarowało polską przynależność narodową, a 57 białoruska. Było tu 13 budynków mieszkalnych. W 1931 w 12 domach zamieszkiwały 64 osoby.
Miejscowość należała do parafii rzymskokatolickiej w Brasławiu. Podlegała pod Sąd Grodzki w Brasławiu i Okręgowy w Wilnie; właściwy urząd pocztowy mieścił się w Brasławiu.